# XLIV Gruppo
Il XLIV Gruppo era un gruppo di volo della Regia Aeronautica, attivo nel 14º Stormo.

## Storia
Il XLIV Gruppo Bombardieri Diurno della Regia Aeronautica (2ª Squadriglia, 6ª Squadriglia e 7ª Squadriglia e dal 1º luglio 1928 22ª Squadriglia su Fiat B.R.1) il 15 gennaio 1927 era nell'14º Stormo da Bombardamento Misto dell'Aeroporto di Ferrara-San Luca.
Il 10 maggio 1929 il 44º Gruppo va all'Aeroporto di Poggio Renatico sui Fiat B.R.2 ed al 1º giugno 1931 dispone della 6ª e 7ª Squadriglia.
Nell'anno il 44° transita su 22 Fiat B.R.3 ed il 25 novembre 1934 il reparto va a Gorizia.

### Guerra d'Etiopia
XLIV Gruppo aeroplani BD nasce il 1º dicembre 1935 inquadrato nel Comando del 14º Stormo sull'Aeroporto di Ciampino Sud nell'ambito della Guerra d'Etiopia. Il personale dipendente del reparto arriva a Massaua tra il 14 e il 20 dicembre, gli aerei tra il 22 e il 29 del mese. Il reparto prende stanza all’aeroporto di Otumlo (oggi Aeroporto Internazionale di Massaua) con i seguenti reparti:
- 6ª Squadriglia (Caproni Ca.111 e poi Caproni Ca.133);
- 7ª Squadriglia (Caproni Ca.101).[1]

Al 15 gennaio 1936 il Gruppo comandato dal Tenente Colonnello Antonio Amantea è all'Aeroporto di Macallè.
Il 18 marzo successivo uno dei Caproni della 6ª Squadriglia su Quoram viene colpito dai cannoni della contraerea provocando il ferimento di tutto l'equipaggio e la morte dell'Aviere Scelto aiuto motorista Mario Tadini (militare).

### Africa Orientale Italiana
Il 26 giugno 1936 decollarono dall'Aeroporto di Addis Abeba-Bole con il generale Vincenzo Magliocco che comandava una squadriglia formata da due bombardieri Ca.133 del XLIV Gruppo e un ricognitore Ro.1, avente rotta per Lekempti con il compito di contattare alcuni capi locali e di assicurarne la fedeltà alla Corona italiana. Il primo velivolo era pilotato personalmente da lui, mentre il secondo era al comando di Antonio Locatelli.
Una volta atterrati sul campo di Bonaia i tre equipaggi organizzarono un accampamento di fortuna intorno ai velivoli, ma la notte del 27 vennero assaliti da un gruppo di arbegnuoc, i guerriglieri etiopi, guidati da Keflè Nasibù e Belai Haileab. Tutti i membri della spedizione, tranne il tenente cappellano Marco Borello, il 1º aviere Alberto Agostini e i due interpreti indigeni, rimasero uccisi e i tre aerei incendiati. L'aviere Alberto Agostini fu ucciso successivamente in un nuovo scontro con gli etiopi.
I resti dei tre aerei furono avvistati da un velivolo italiano IMAM Ro.37 della 110ª Squadriglia, con a bordo il fotografo Baccari pilotato dal capitano Mario Bonzano il giorno successivo. Il relitto di uno dei due Ca.133 fu trasformato successivamente in un monumento ai caduti. Per onorarne il coraggio dei membri della missione fu decretata per tutti la concessione della Medaglia d'oro al valor militare alla memoria.

### Seconda guerra mondiale
Nell'Aeronautica della Libia - Est al 10 giugno 1940 il 44º Gruppo Bombardieri volava sui Savoia-Marchetti S.M.79 e sui Savoia-Marchetti S.M.81 su El-Adem (poi Base aerea Gamal Abd el-Nasser) al comando del Tenente Colonnello Enrico Maramalo della Minerva con la 6ª Squadriglia (8 SM 79) e la 7ª Squadriglia (3 SM 79 e 4 SM 81) nel 14º Stormo Bombardieri.
Nell'Aeronautica dell'Africa Orientale al 10 giugno 1940 il 44º Gruppo Bombardieri Bis era con la 6ª e la 7ª Squadriglia con 6 Savoia-Marchetti S.M.79 ognuna all'Aeroporto di Dire Dawa per il Settore Ovest di Addis Abeba.